# Letov Š-12
Letov Š-12 byl československý jednomístný hornoplošný stíhací letoun vyrobený továrnou Letov. Jeho konstruktérem byl Alois Šmolík, který jím navázal na svůj předchozí prototyp Š-3. Š-12 užíval stejný trup jako dvouplošný typ Š-4 nad nímž bylo na vzpěrách neseno nově zkonstruované křídlo, a poprvé vzlétl v roce 1924. Československé letectvo převzalo jediný vyrobený prototyp, ale sériová výroba nebyla objednána.

## Specifikace
Údaje podle

### Technické údaje
- Osádka: 1
- Rozpětí: 9,40 m
- Délka: 6,58 m
- Nosná plocha: 15,55 m²
- Prázdná hmotnost: 673 kg
- Vzletová hmotnost: 983 kg
- Pohonná jednotka: 1 × kapalinou chlazený osmiválcový vidlicový motor Hispano-Suiza 8Ba
- Výkon pohonné jednotky: 162 kW (220 k)

### Výkony
- Maximální rychlost: 220 km/h
- Cestovní rychlost: 180 km/h
- Praktický dostup: 6 000 m
- Stoupavost: výstup do výše 5 000 m za 19 minut
- Dolet: 470 km